# Anders Svedelius
Anders Svedelius, född 16 november 1737 i Västerås, död 2 juli 1809 i Mora församling, var en svensk präst.

## Biografi
Anders Svedelius föddes 1737 i Västerås. Han var son till domprosten Jacob Svedelius i Västerås och Anna Brita Lampa. Svedelius besökjte 1745 Uppsala och blev sedan handledd av magistrarna Brunnmark och Schedin. Han avlade filosofie kandidatexamen 1759 och promoverades till filosofie magister 1761. Svedelius prästvigdes 14 april 1763 och blev extra ordinarie predikant vid artilleriet i Stockholm. Han blev 1765 bönepräst i kungliga Slottskyrkan och vice notarie i hovkonsistorium. Han blev 1768 ordinarie hovpredikant hos kungen. Svedelius blev i december 1775 utnämnd till kyrkoherde i Mora församling, tillträdde 1777 och blev 1777 kontraktsprost i Mora kontrakt. Han var conciontaor vid prästmötet 1783 och vice preses vid prästmötet 1787. Svedelius deputerade vid jubelfesten i Uppsala 1793 och utnämndes till Teologie doktor 1800. Han avled 1809 i Mora socken.
Svedelius var ledamot av patriotiska sällskapet och samfundet Pro fide et Christianismo.

### Familj
Svedelius gifte sig första gången 1772 med Anna Margareta Fahlsten (1752–1777), dotter till rektorn E. Fahlsten vid Nora trivialskola. De fick tillsammans barnen Gustava Svedelius som var gift med kyrkoherden E. Halander i Kolbäcks församling, Anna Elisabeth Svedelius (1774–1795) och Jacob Svedelius.
Han gifte sig andra gången 9 februari 1779 med Justina Elisabeth Schotte (1757–1805), dotter till kyrkoherden G. Schotte i Harakers församling. De fick tillsammans barnen bataljonspredikanten Göran Svedelius (död 1808) vid Dalregementet, grosshandlaren Anders Svedelius (1782–1834) i Stockholm, Hedvig Carolina Svedelius (född 1783) som var gift med kaptenen Lorentz Fredrik Fahnehielm, kyrkoherden Pehr Gustaf Svedelius i Mora församling och Elisabeth Justina Svedelius (född 1787) som var gift med översten Henric Örn vid Dalregementet.